# 扎爾萬卡
48°59′32″N 28°28′5″E / 48.99222°N 28.46806°E
扎爾萬卡（烏克蘭語：Зарванка），是烏克蘭的村落，位於該國西南部文尼察州，由文尼察區負責管轄，始建於1560年，面積0.12平方公里，海拔高度291米，2001年人口11。